# Zemljiški gospod
Zemljiški gospod je plemič, ki ima v lasti zemljo (fevd), na kateri delajo podložniški kmetje. Taka struktura prebivalstva je prevladovala v srednjem veku, čez čas (po nekaterih revolucijah in novih idejah) pa so fevdalni gospodje (zemljiška gospoda) začeli izgubljati na veljavi. Zemljiška gospoda je bila opravičena davkov kralju.